# Hirundapus
Hirundapus ist eine Vogelgattung in der Familie der Segler (Apodidae). Teilweise wird im Deutschen für diese Gattung auch der Trivialname Asiatische Großsegler verwendet. Bei den vier Arten der Gattung handelt es sich um große bis sehr große Segler. Das Verbreitungsgebiet umfasst Gebiete im Osten und Südosten Asiens sowie Ozeaniens. Zwei Arten sind Zugvögel, die beiden anderen sind vorwiegend Standvögel.
Der zu dieser Gattung zählende Stachelschwanzsegler gilt mit 170 km/h Höchstgeschwindigkeit im horizontalen Flug als der schnellste Segler, möglicherweise sogar als schnellster Vogel der Welt.

## Merkmale
Die Körperlänge der beiden größeren Arten beträgt 25 Zentimeter, der Purpursegler ist dabei der größte Segler der Alten Welt. Die beiden kleineren Arten, der Stachelschwanz- und der Graukehlsegler, sind mit einer Körperlänge von 20 Zentimetern immer noch verhältnismäßig groß. Alle Arten der Gattung weisen ein stark glänzendes Gefieder auf und zeigen ein helles Hufeisenmuster auf der Unterseite, das durch die hellen Unterschwanzdecken und die hellen Streifen an den Flanken gebildet wird und zum umgebenden dunkleren Gefieder einen deutlichen Kontrast bildet. Die Geschlechter sehen gleich aus.
Auch die Körperform der Vertreter der Gattung ist charakteristisch: Die langen Flügel sind an der Basis breit, annähernd dreieckig und die Befiederung an den Armschwingen ist sehr dicht. Der Kopf ist relativ groß und wird nach vorne gestreckt. Der breite, relativ kurze Schwanz ist gerade abgeschnitten oder leicht gerundet. Die Länge der „Schwanzdornen“, der über die Fahnen der Steuerfedern hinausragenden Federkiele, ist recht unterschiedlich, wobei die beiden kleineren Arten eher unauffällige und dünne Schwanzdornen zeigen, die größeren Arten breitere.

## Systematik
Sibley & Monroe teilten die Gattung in zwei Superspezies, wobei die beiden kleineren und die beiden größeren Arten der Gattung je eine Superspezies bilden: Die caudacutus-Superspezies bilden Stachelschwanz- und Graukehlsegler, die giganteus-Superspezies Eil- und Purpursegler. Der frühere Standpunkt, dass die Arten dieser beiden Superspezies jeweils konspezifisch seien, wurde von Collin und Brooke 1976 widerlegt.
Die folgenden Arten werden der Gattung zugerechnet:
- Stachelschwanzsegler (Hirundapus caudacutus)
- Graukehlsegler (Hirundapus cochinchinensis)
- Eilsegler (Hirundapus giganteus)
- Purpursegler (Hirundapus celebensis)